# جان كالتاك
جان كالتاك ((بالإنجليزية: Jean Kaltack)‏؛ مواليد 19 أغسطس 1994) هو لاعب كرة قدم من فانواتو. دخل التاريخ من أوسع أبوابه عندما سجل رقم قياسي بعد إحرازه 16 هدفاً ضد منتخب ولايات ميكرونيزيا الموحدة في مباراة انتهت بفوز ساحق 46–0.

## روابط خارجية
- جان كالتاك على موقع الاتحاد الدولي (مؤرشف)  (الإنجليزية)
- جان كالتاك على موقع قاعدة بيانات كرة القدم.إي يو (الإنجليزية)
- جان كالتاك على موقع ناشيونال فوتبول تيمز (الإنجليزية)
- جان كالتاك على موقع Soccerway.com (الإنجليزية)